# Astianthus
Astianthus é um género botânico pertencente à família Bignoniaceae.

## Espécies
- Astianthus viminalis